# Mark S. Schweiker

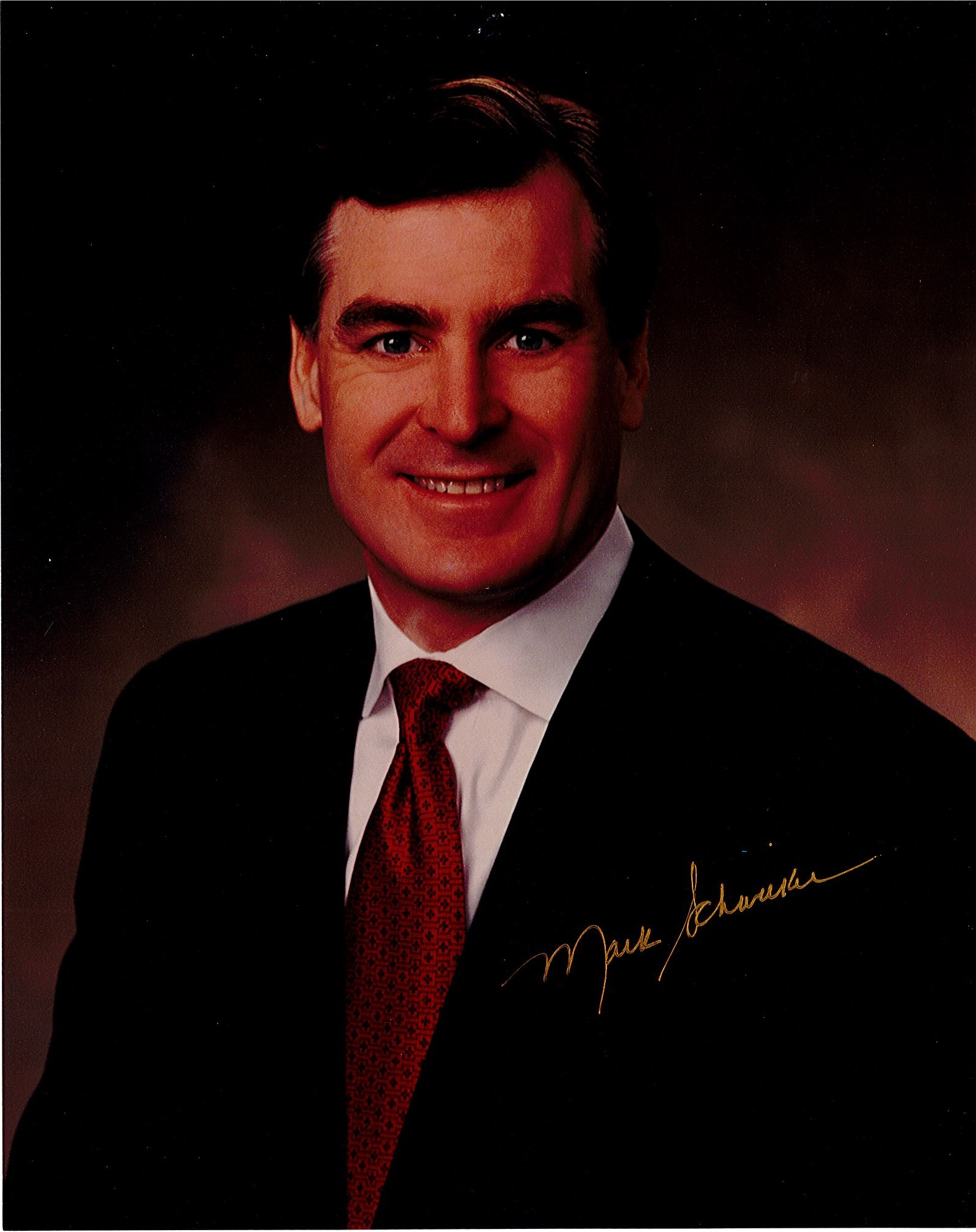
Mark Schweiker (2001)

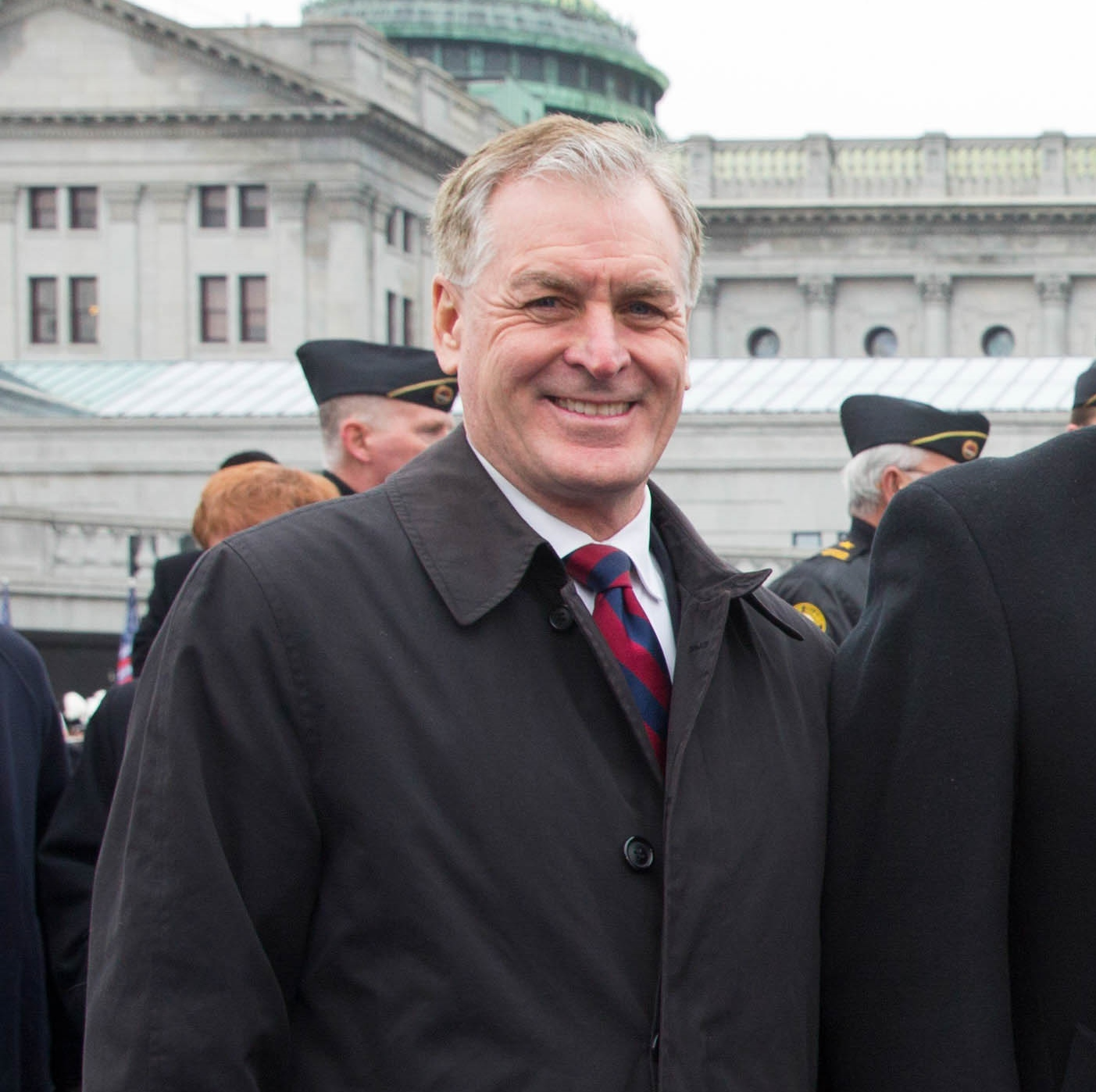
Mark Schweiker im Jahr 2015

Mark Steven Schweiker (* 31. Januar 1953 in Levittown, Bucks County, Pennsylvania) ist ein US-amerikanischer Politiker (Republikanische Partei). Er war von 2001 bis 2003 Gouverneur des Bundesstaates Pennsylvania.

## Frühe Jahre und politischer Aufstieg
Mark Schweiker besuchte die Bishop Egan High School und dann bis 1975 die Bloomsburg University. Nach seiner Schulzeit wurde er in der freien Wirtschaft bei verschiedenen Firmen tätig und gründete schließlich ein eigenes Beraterunternehmen.
Seit 1979 ist Schweiker politisch aktiv. In diesem Jahr wurde er zum Bürgermeister des Middletown Township gewählt. Im Jahr 1987 erhielt er eine Verwaltungsstelle (Commissioner) im Bucks County. Im Jahr 1994 wurde er zum Vizegouverneur von Pennsylvania gewählt; 1998 wurde er in diesem Amt bestätigt. Damit war er der Vertreter von Gouverneur Tom Ridge. Als Vizegouverneur hatte er noch verschiedene andere Aufgaben: So war er unter anderem Vorsitzender des Krisenrats von Pennsylvania, des Begnadigungsausschusses sowie einer Kommission zur Verminderung von Müll und zur Förderung von Recyclingmaßnahmen. Er leitete die Rundfunkkontrollbehörde des Landes und war in Kommissionen zur Terror- und Kriminalitätsbekämpfung einbezogen.

## Gouverneur von Pennsylvania
Nach den Terroranschlägen des 11. September 2001 wurde in Washington, D.C. das Ministerium für Innere Sicherheit der Vereinigten Staaten gegründet, zu dessen erstem Minister Tom Ridge, der bisherige Gouverneur von Pennsylvania, ernannt wurde. Ridge trat daraufhin zurück und Vizegouverneur Schweiker musste die restliche Amtszeit als Gouverneur beenden. Eine der ersten Amtshandlungen Schweikers war die Verbesserung der Sicherheitsvorkehrungen an den Atomkraftwerken des Landes zum Schutz gegen Terroranschläge. Die Polizei des Staates wurde verstärkt und eine Sonderkommission wurde geschaffen, die sich mit der Sicherheit in Pennsylvania befasste. Die Anschläge des 11. September führten auch zu einer wirtschaftlichen Depression. Dadurch stiegen die Arbeitslosenquote und die Staatsverschuldung an. Allgemeines Aufsehen erregte ein Minenunfall im Juli 2002 im Somerset County. Der Gouverneur leitete damals eine 77-stündige Rettungsaktion zur Bergung von neun vermissten Bergleuten. Als Konsequenz der Katastrophe wurden einige Sicherheitsvorschriften im Bergbau verbessert.

## Weiterer Lebenslauf
Mark Schweiker verzichtete im November 2002 auf eine mögliche Kandidatur zur Wiederwahl. Im Januar 2003 wurde er daher von dem Demokraten Ed Rendell abgelöst, der die Gouverneurswahl 2002 für sich entscheiden konnte. Im Jahr 2003 wurde er Präsident der Handelskammer von Philadelphia. Zusammen mit seiner Frau Katherine hat Mark Schweiker drei Kinder.